# 学園通り駅
学園通り駅（がくえんどおりえき）は、香川県木田郡三木町大字鹿伏にある高松琴平電気鉄道長尾線の鉄道駅であり、三木町コミュニティバスのバスターミナル。駅番号はN13。
三条駅以来、ことでんとして46年ぶり、長尾線としては公文明駅以来50年ぶりの新駅として2002年に開業した。途中下車指定駅。駅名は本駅敷地東側を走る町道「三木町道鹿伏南地線」の愛称である学園通りにちなみ、この道路の愛称はその沿線に香川県立三木高等学校が在する事に由来している。
バスターミナルとしては2005年11月1日、三木町コミュニティバスの路線開業とともに本駅の西入場口スロープの北側に、バスを停車逗留させるための用地を確保して供用が開始された。機能的にはターミナルではあるもののバスの整備等を行う設備等はないため構造的には停留所に近い。

## 駅構造
単式ホーム1面1線を有する。駅入り口は駅待合所の両脇より駅東西へ向けてのスロープとなっている。西側スロープを降りた場所にバスターミナルとなる学園通り駅停留所が存在する。
バスターミナルとなる敷地においてはバス停車指示枠を一つしかとっていないが、停留所標識は指示枠からバス一台分前にずらされて設置されている。そのためターミナルとしてバスが停車可能となる敷地は最低2台確保されていることになり、必要な場合にはその横の敷地も使用が可能となっているため常時でも3台程度のバス停車敷地を利用できる。

## 利用状況
1日の平均乗降人員は以下の通りである。
| 1日乗降人員推移 | 1日乗降人員推移 |
| 年度            | 1日平均人数     |
| --------------- | --------------- |
| 2011年          | 1,073           |
| 2012年          | 1,100           |
| 2013年          | 1,112           |
| 2014年          | 1,141           |
| 2015年          | 1,213           |
| 2016年          | 1,229           |
| 2017年          | 1,266           |
| 2018年          | 1,274           |

## 駅周辺
- 香川県立三木高等学校
- ベルシティ
- 三木町役場
- 高松市三木消防署（旧讃岐地区広域消防署）
- 平木郵便局
- 香川県道38号三木牟礼線
- マルナカ三木店

## バス路線

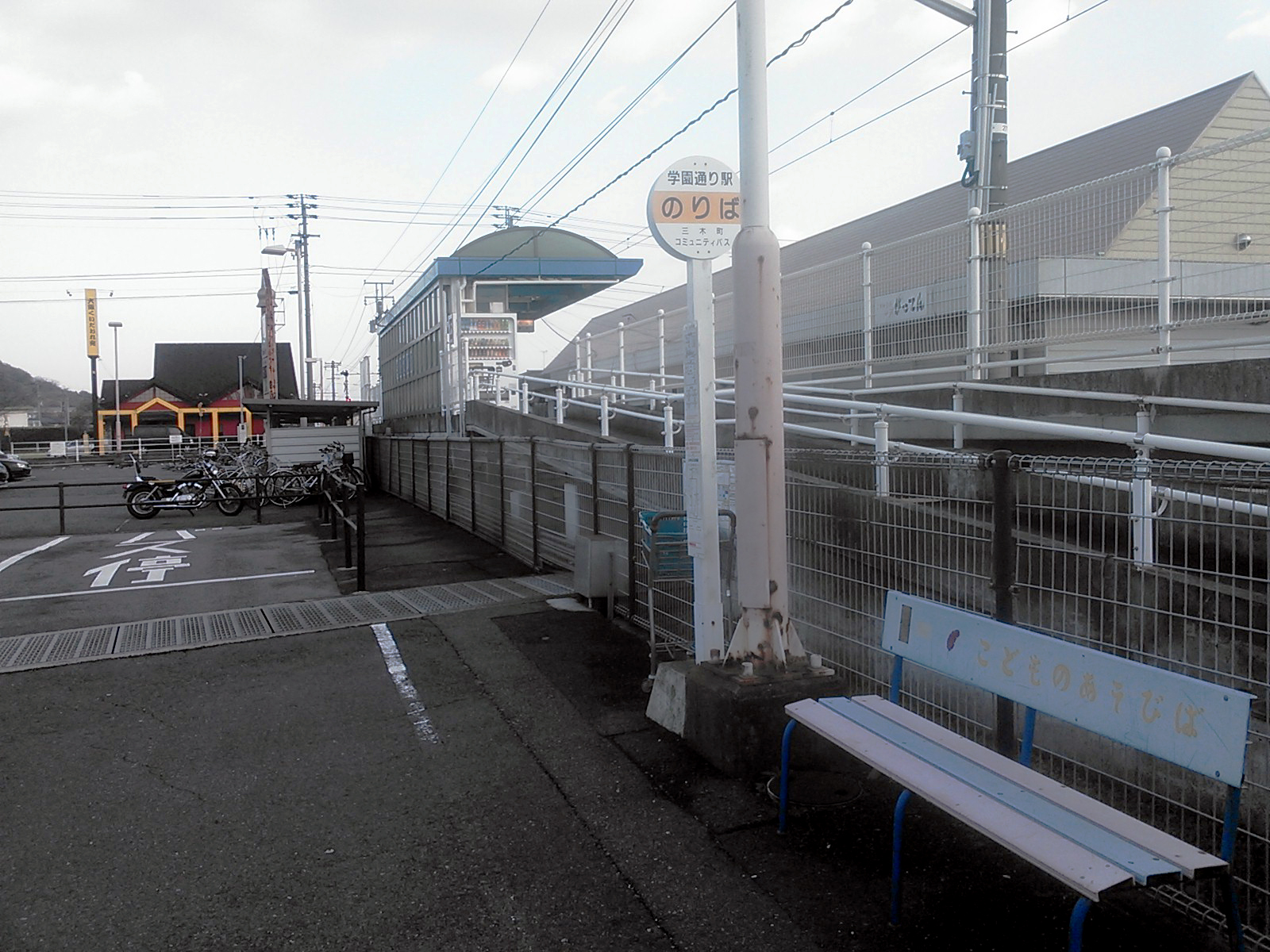
学園通り駅バスターミナル

三木町コミュニティバスのバスターミナルであるため、同バスの全路線が本停留所に停車する。
- 町内循環 北部コース線
- 町内循環 田中コース線
- 町内循環 鹿庭コース線
- 山南地区 奥山・鹿庭コース線
- 山南地区 小蓑・朝倉コース線

### 一般路線バス
- 大川バス 引田線

（注意：徒歩連絡。長尾街道上のバス停。両バス停とも徒歩約10分程度）
- 「鹿伏」バス停
- 「三木町役場前」バス停

## 歴史
- 2002年（平成14年）9月28日 三木町の要請により設置、開業[1]。

ショッピングモール ベルシティ駐車場敷地南に建設。町営パークアンドライド用の月極駐車場が整備されている。
- 2005年（平成17年）11月1日 駅西側に停車逗留用地を確保し三木町コミュニティバスのバスターミナルとして小型バスの乗り入れを開始。
- 2017年（平成29年）10月 駅西側にトイレ設備を設置。

### 周辺廃駅
- 長尾線 鹿伏駅

1948年（昭和23年）廃止。鹿伏中央踏切の北西側に位置した駅で、学園通りとは踏切を挟んで正反対の長尾側に位置したとされる。

## 事故
当駅の開業前、この場所で大事故が発生している。それもことでん史上唯一（戦災を除けば）、乗務員に死者が発生した事故である。
1978年（昭和53年）11月3日の14時35分ごろ、長尾駅発瓦町駅行き電車（750形770号＋同760号の2両、乗客9名）が約70km/hで走行中、当駅の長尾寄りにある鹿伏中央踏切で速度超過で停車できず警報を無視した大型ダンプカーと衝突、先頭車だった770号はダンプカーを約20m引きずって線路北側の水田（約1m下、現在のベルシティ駐車場）に転落した。同車の前面は原形をとどめぬほどに潰れていた。760号は転覆は免れたが脱線した。電車の運転士（当時41歳）が殉職、ダンプの運転手（当時27歳）は即死、770号の乗客2名が重傷、760号にいた車掌も軽傷を負った。770号は現場で解体され事故廃車となったが760号はその後仏生山工場で修理されて復帰した。

## 隣の駅
高松琴平電気鉄道
■長尾線
平木駅（N12） - 妙徳寺駅 - 学園通り駅（N13） - 鹿伏駅 - 白山駅（N14）

## ギャラリー

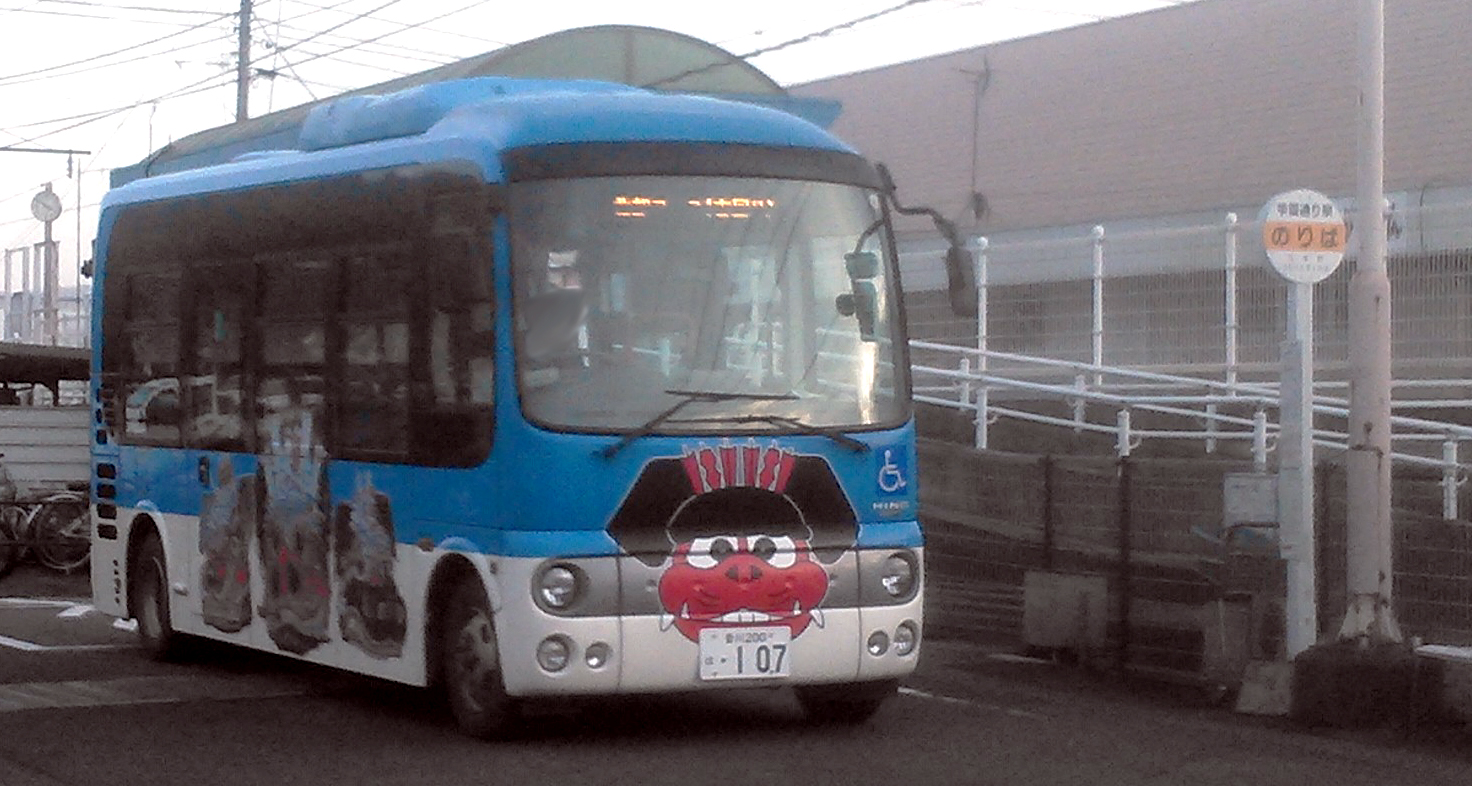
ターミナル停車中のバス
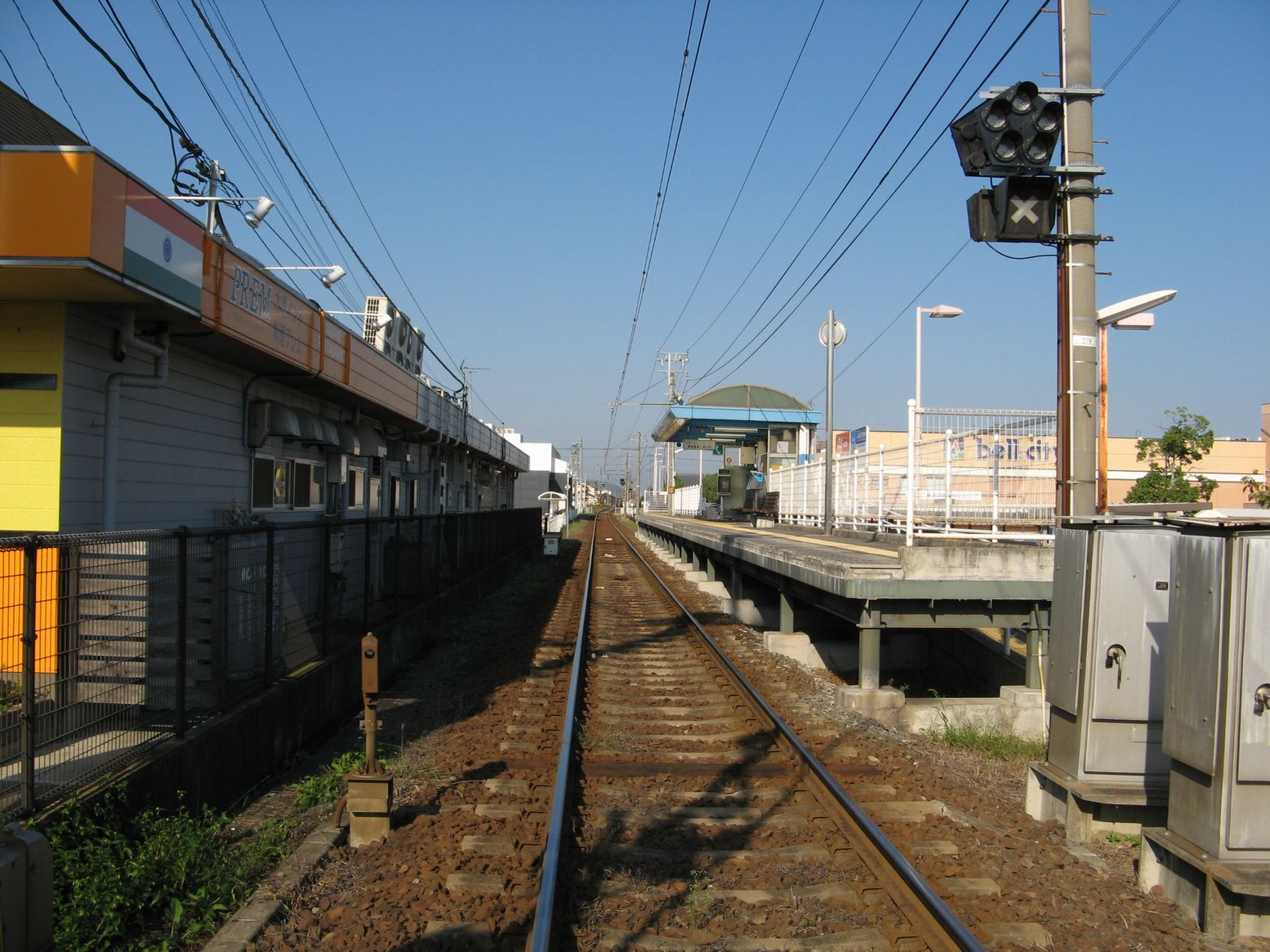
構内　白山方より